# 休宁中学校史馆
休宁中学校史馆原名斯文正脉堂，俗称白果厅，位于中国安徽省黄山市休宁县万安镇新棠村安徽省休宁中学。环境优美，背靠亥山，面临横江，靠近皖赣铁路。
斯文正脉堂原为新棠村任氏祠堂的家族聚会议事大厅，为明清建筑，有一千多平方米，可容纳上千人。主要构建采用白果树木料构建，保存完好。民国元年（1912年），校长胡晋接选定休宁万安镇新棠吴、任两氏故居，作为永久性校址。任氏祠堂改作学校礼堂，俗称“白果厅”，又移来古城岩已毁的还古书院遗物“斯文正脉”匾额，悬挂在厅堂正壁主梁正中。1980年代又改作校史馆。现为黄山市文物保护单位。